# سيمون فين
سيمون فين (بالإنجليزية: Simon Finn)‏ هو سياسي أسترالي، ولد في 5 ديسمبر 1965. حزبياً، نشط في حزب العمال الأسترالي. وقد انتخب عضو المجلس التشريعي ولاية كوينزلاند.